# Dragon Ball Z: Budokai (serie)
Dragon Ball Z: Budokai es una serie de videojuegos de peleas en 3D basado en el popular manga y anime Dragon Ball, y sus sub-series Dragon Ball Z y Dragon Ball GT. Todos los videojuegos fueron desarrollados por Dimps y distribuidos por Atari y Bandai Namco Entertainment.

## Jugabilidad
En cada videojuego de la serie el jugador controla uno o más personajes de la serie Dragon Ball Z. Como en la mayoría de los videojuegos de pelea los jugadores enfrentan a su personaje contra otros personajes controlados ya sea por otro jugador o por la AI del juego, dependiendo en el modo de juego en que se encuentre. El objetivo de cada pelea es reducir la vida del oponente a cero usando ataques básicos y ataques especiales específicos de cada personaje basadas en el material original. Por ejemplo Son Gokū utiliza su Kame Hame Ha mientras Vegeta utiliza el Garlick Hō. Para usar estos ataques los personajes tienen una barra de Ki que se gasta cada vez que se ejecuta un ataque especial. Algunos personajes también tienen la habilidad de transformarse o fusionarse, como Gokū o Vegeta convirtiéndose en Super Saiyajin o Trunks y Goten fusionándose en Gotenks.
La jugabilidad en Shin Budokai es, en su mayoría, igual los Budokai, sin embargo varios elementos de Dragon Ball Z: Budokai Tenkaichi pueden encontrarse debido al productor Ryo Mito, quien está detrás del desarrollo de los juegos Budokai Tenkaichi.
Cada videojuego posee numerosos modos que ofrecen distintos estilos de juego . El modelo de historia está basado en el argumento del anime y manga, Shin Budokai - Another Road es una excepción. Cada videojuego agrega nuevos modos, y también agrega nuevas características a los juegos.

## Historia

### Budokai
Dragon Ball Z: Budokai, lanzado en Japón como Dragon Ball Z (ドラゴンボールZ Doragon Bōru Zetto?), es el primer videojuego de la serie Budokai. Fue lanzado originalmente para PlayStation 2, pero luego fue re-hecho para Nintendo GameCube casi un año luego de su lanzamiento inicial. Salió a la venta el 1 de noviembre de 2002 (PlayStation 2) y el 14 de noviembre de 2003 (GameCube)[cita requerida] en Europa; el 4 de diciembre de 2002 (PlayStation 2) y el 28 de octubre de 2003 (GameCube) en América del Norte; y el 13 de febrero de 2003 (PlayStation 2) y 28 de noviembre de 2003 (GameCube) en Japón. El juego incluye 23 personajes extraídos de la mayoría de las sagas de Dragon Ball Z, desde la llegada de Raditz hasta la muerte de Cell a manos de Gohan. Incluye 7 modos de juegos los cuales son:
- Historia
- Duelo
- Práctica
- Tienda
- Torneo Mundial
- Opciones
- El legendario Mr.Satán. (Modo de historia alternativa que narra los juegos de Cell desde el punto de vista de Mr. Satán)

La versión de América del Norte cuenta con doblaje en inglés realizado por la empresa norteamericana de doblaje Funimation, mientras que las versión de Europa cuenta con el doblaje japonés original y varias traducciones del texto en idiomas europeos.
En julio de 2006, la versión para PlayStation 2 de Budokai había vendido 1,7 millones de copias y recaudado 69 millones de dólares en los Estados Unidos. Next Generation lo clasificó como el 17.º juego de mayor venta lanzado para PlayStation 2, Xbox o GameCube entre enero de 2000 y julio de 2006 en ese país. Las ventas combinadas de los videojuegos de Budokai lanzados en la década de 2000 alcanzaron los 3.9 millones de unidades en los Estados Unidos en julio de 2006.

### Budokai 2
Dragon Ball Z: Budokai 2, lanzado en Japón como Dragon Ball Z 2 (ドラゴンボールZ2 Doragon Bōru Zetto Tsū?), es el segundo videojuego de la serie Budokai. Como Dragon Ball Z Budokai, el videojuego fue lanzado primero en PlayStation 2 pero luego fue re-hecho para GameCube. Fue lanzado en América del Norte el 4 de diciembre de 2003 (PlayStation 2) y el 15 de diciembre de 2004 (GameCube); el 14 de noviembre de 2003 (PlayStation 2) y marzo de 2005 (GameCube) en Europa; el 14 de noviembre de 2003 (PlayStation 2) en Australia; y el 5 de febrero de 2004 (PlayStation 2) en Japón.
A diferencia de su antecesor, el videojuego contiene la tecnología Cel shading, para hacer que se asemeja más al anime. El videojuego fue ampliado hasta la saga de Majin Boo, también incluyendo algunos personajes de la saga. Trae una plantilla de luchadores de 34 y alrededor de 50 si se cuentan transformaciones y fusiones. Se ha mejorado el sistema de lucha, simplificándolo en su mayoría. El modo historia (Dragon World) da un giro radical comparado con la de la versión anterior, ya que no sigue la historia original e incluye unas fusiones nunca vistas Gokule (Potara de Gokú y Hercule) y Tiencha (Fusión de Yamcha y Tien).
- Modos de juego:
- Dragon World
- Encuentro Mundial.
- Editor de Habilidades
- Práctica.

Una vez más, la versión de América del Norte cuenta el doblaje en inglés a cargo de Funimation. La versión europea de PlayStation 2 también lo presenta, mientras que la última versión europea de GameCube cambió al doblaje original japonés debido a los comentarios negativos de la mayoría de los fanáticos europeos de Dragon Ball que estaban acostumbrados al doblaje japonés desde la era de 16 bits.

### Budokai 3
Dragon Ball Z: Budokai 3, lanzado en Japón como Dragon Ball Z 3 (ドラゴンボールゼットトライ Doragon Bōru Zetto Surī?), es el último videojuego de la serie Budokai. El videojuego fue lanzado para PlayStation 2 el 16 de noviembre de 2004 en América del Norte, el 3 de diciembre de 2004 en Europa, y el 10 de febrero de 2005 en Japón.
El modo historia del videojuego una vez más se basa en los eventos de la línea de tiempo de Dragon Ball Z, e incluye varios personajes y eventos de las películas del animé (como Cooler, Broly y Bardock), Dragon Ball GT (como Super Saiyayin 4 y Omega Shenron), y la serie original de Dragon Ball (Goku niño). Los jugadores vuelan alrededor de un mapa de la Tierra y Namek, que cambia según la saga. El modo historia originalmente estaba destinado a tener historias separadas para cada personaje, como lo demuestran los registros de audio, pero se redujeron a solo once personajes, probablemente debido a limitaciones de tiempo. Otras características que incluye el videojuego son un modo versus, una tienda de objetos, un torneo y una etapa de ranking de batalla donde el jugador tiene que desafiar a la IA en un desafío de cien luchadores, moviéndose un punto arriba en la tabla después de vencer a quien sea el próximo en el ranking. La mecánica de lucha también se ha mejorado de los 2 videojuegos anteriores, haciendo que el videojuego esté más cerca de su contraparte del anime en términos de combate (que fue bien recibido por los fanáticos de la serie y los jugadores por igual). Budokai 3 tiene una lista de 42 personajes jugables en los últimos lanzamientos del videojuego.
A partir de este lanzamiento, todos los videojuegos de Dragon Ball Z en América del Norte y Europa se lanzaron con opciones de doblaje en inglés y japonés para complacer a todos los fanáticos. así como algunos ajustes gráficos.

### Shin Budokai
Dragon Ball Z: Shin Budokai (ドラゴンボールZ 真武道会 Doragon Bōru Zetto: Shin Budōkai?, lit. Dragon Bal Z: Nuevo Budokai) es el cuarto videojuego de la serie Budokai. A diferencia de los anteriores este fue desarrollado para PlayStation Portable. El videojuego fue lanzado el 17 de marzo de 2006 en América del Norte, el 22 de abril de 2006 en Europa, y el 26 de mayo de 2006 en Japón. El modo historia se basa en los eventos de la película La fusión de Gokú y Vegeta / ¡Fusión!. Las elecciones que hace el jugador en la historia determinan cómo evoluciona la trama.
Otro modo es el modo Arcade, un modo para un jugador que permite al jugador pelear contra la CPU para luchar y ganar las Dragon Balls. El siguiente es el modo de prueba Z, que consiste en dos tipos diferentes de juego: supervivencia, donde luchas contra oponentes controlados por la CPU todo el tiempo que puedas, y Time Attack, donde ves qué tan rápido puedes vencer a través de un conjunto predeterminado de oponentes.
Finalmente, está el modo Profile Card en el que los jugadores tendrán sus cartas de perfil de personaje en el videojuego que lista su nombre y nivel de potencia. El jugador puede diseñar su propia tarjeta y personalizarla con los elementos de la tienda de objetos del videojuego.

### Shin Budokai - Another Road
Dragon Ball Z: Shin Budokai - Another Road, conocido en Japón y Europa como Dragon Ball Z: Shin Budokai 2 (ドラゴンボールZ 真武道会2 Doragon Bōru Zetto: Shin Budōkai Tsū?), es el quinto videojuego de la serie Budokai. El videojuego fue lanzado para PlayStation Portable el 20 de marzo de 2007 en América del Norte, el 7 de junio de 2007 en Japón, el 15 de junio de 2007 en Europa, y el 22 de junio de 2007 en Australia. El videojuego incluye 24 personajes seleccionables y 11 escenarios en los cuales luchar.
La historia transcurre en la línea de tiempo de Trunks del futuro donde Majin Boo es despertado por Babidi. Trunks debe volver a viajar en el tiempo para pedir ayuda a Goku y a sus amigos, cuyo enemigo ya han derrotado en el presente.

### Infinite World
Dragon Ball Z: Infinite World es la cuarta entrega de la serie Budokai en PS2. El videojuego fue lanzado el 4 de diciembre de 2008, en Japón, el 4 de noviembre de 2008 en América del Norte y el 5 de diciembre de 2008 en Europa.

### Budokai: HD Collection
Dragon Ball Z: Budokai HD Collection incluye versiones remasterizadas de Budokai y Budokai 3, junto con el soporte completo de trofeos y logros. Ambos videojuegos incluyen el doblaje japonés de forma opcional. También cuentan con bandas sonoras reutilizadas que constan de bandas sonoras de las versiones estadounidense y europea de los videojuegos de Dragon Ball Z: Budokai Tenkaichi, mientras que las bandas sonoras de las versiones originales de PS2 fueron hechas por Kenji Yamamoto. Esto se debe a que Yamamoto había usado canciones reales como bases para las pistas que hizo para los videojuegos de Dragon Ball Z en los que trabajó y que fueron reemplazados por los arreglos de Shunsuke. Yamamoto fue despedido por Toei Animation en 2011, y todas las bandas sonoras que hizo para los juegos de Dragon Ball Z y Dragon Ball Z Kai (el remaster HD del anime de Dragon Ball Z) fueron reemplazadas por los arreglos de Shunsuke. El videojuego se lanzó en Europa el 2 de noviembre de 2012 y en América del Norte el 6 de noviembre de 2012, para PlayStation 3 y Xbox 360.

## Recepción

### Budokai
El primer Budokai recibió críticas "mixtas o promedio" en ambas plataformas de acuerdo con el sitio web recopilador de reseñas Metacritic. Entertainment Weekly le dio a la versión de PlayStation 2 una C y dijo que sus personajes «aunque carecen de detalles artísticos, todavía gritan, gruñen y se mueven casi exactamente como sus contrapartes del anime».

### Budokai 2
Budokai 2 recibió críticas "promedio" en ambas plataformas según Metacritic. GameSpot declaró sobre la versión de PS2: «Las imágenes mejoradas son agradables, y algunas de las adiciones hechas al sistema de lucha son divertidas, pero Budokai 2 todavía sale como una secuela decepcionante».

### Budokai 3
Budokai 3 recibió críticas mucho más altas que sus predecesores según Metacritic. Esto se debió a cómo los críticos a menudo sentían que el videojuego hizo más para mejorar su juego en lugar de solo sus gráficos y presentación. Sus combates y gráficos también han sido elogiados, con IGN afirmando que Budokai 3 fue «uno de los pocos casos de cel shading aplicado correctamente», y que «también ofrece una cantidad saludable de efectos especiales y pirotecnia y todos se ve muy bien».